# St. Kilian und Vitus (Wülfershausen)

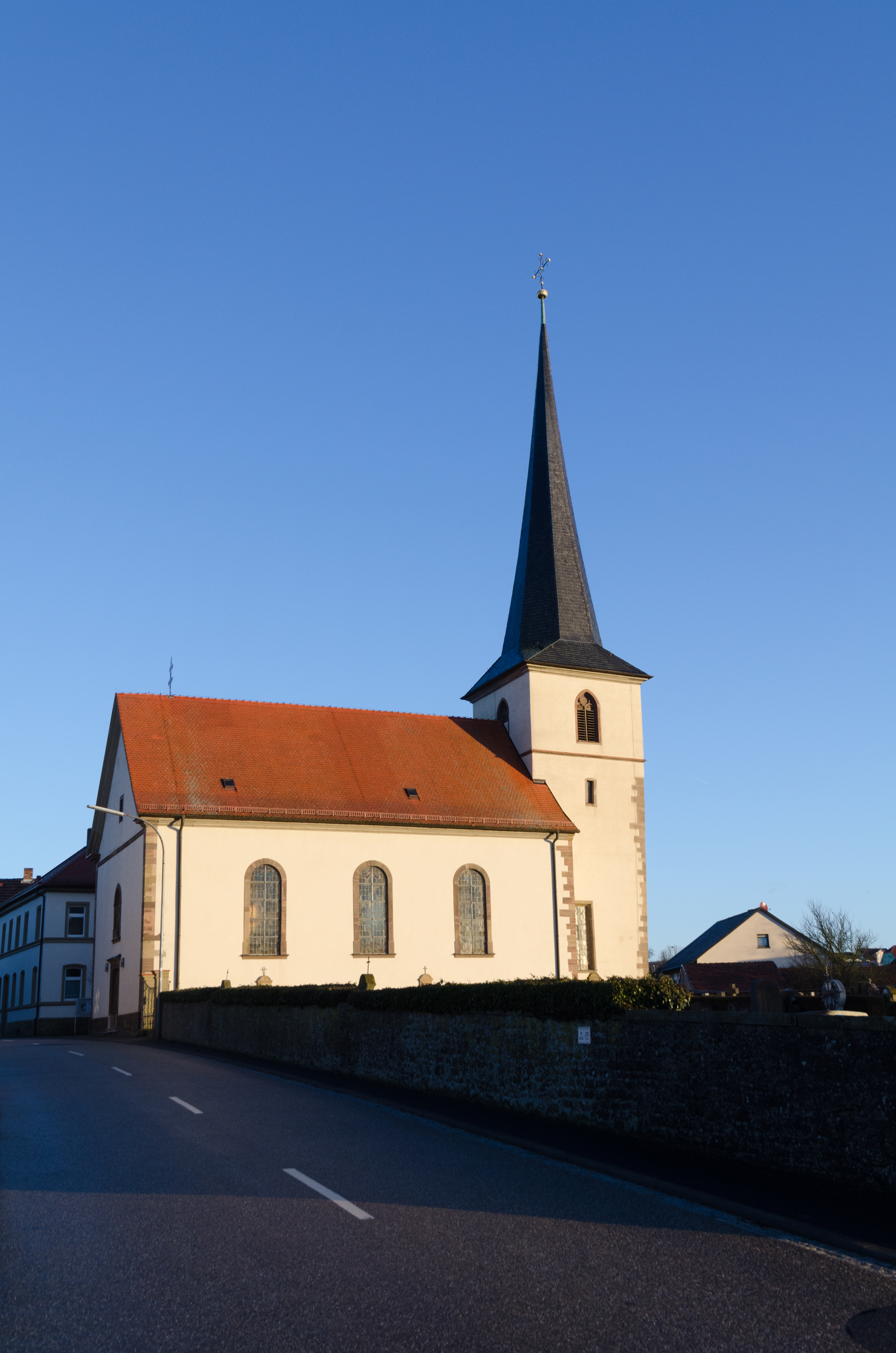
Die Kirche in Wülfershausen

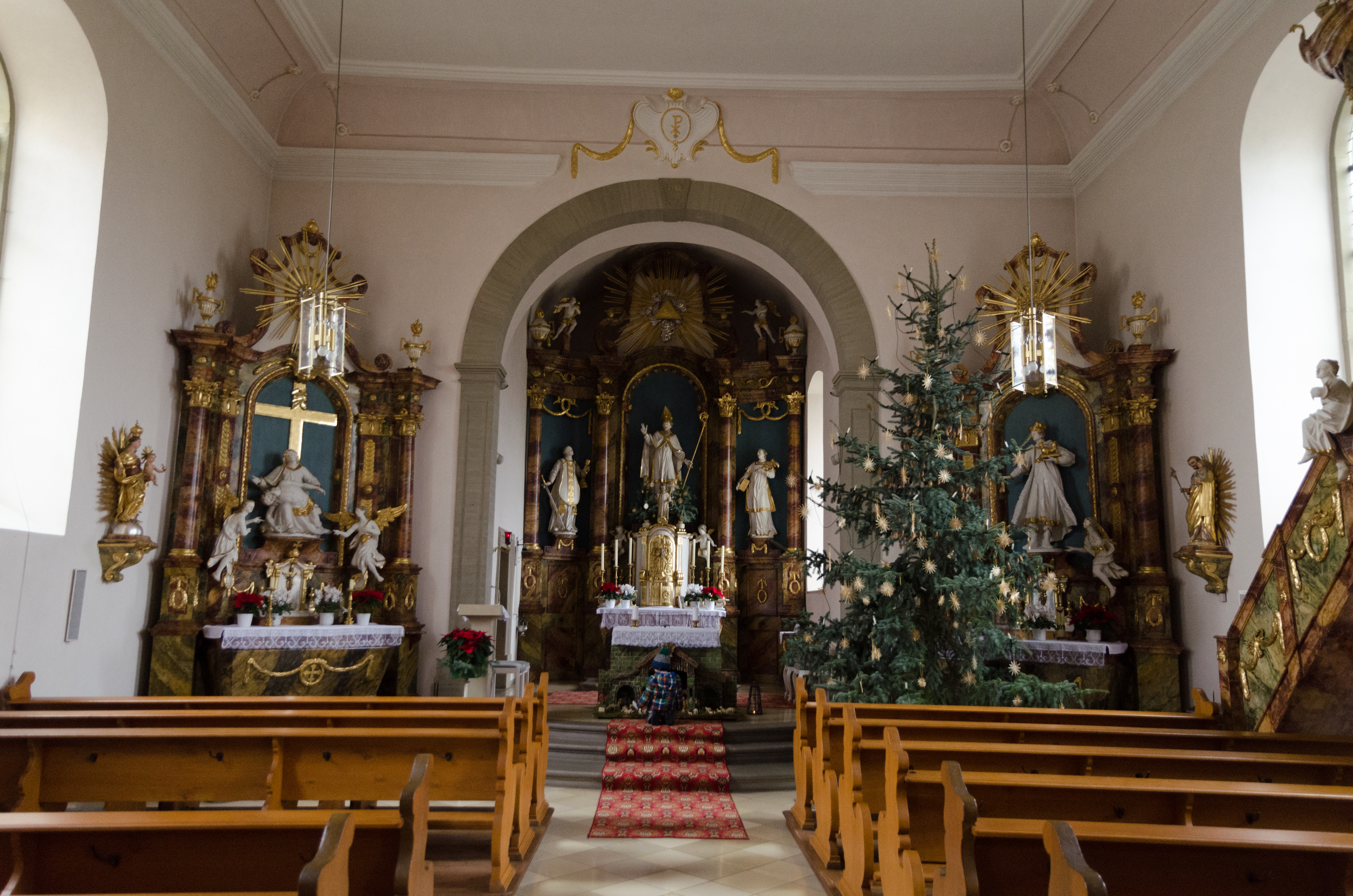
Innenraum der Kirche

Die römisch-katholische Filialkirche St. Kilian und Vitus ist die Dorfkirche von Wülfershausen, einem Ortsteil von Wasserlosen im unterfränkischen Landkreis Schweinfurt. Die Kirche gehört zu den Baudenkmälern von Wasserlosen und ist zusammen mit der Friedhofsmauer, dem Friedhofskreuz und der Ölbergkapelle unter der Nummer D-6-78-192-69 in der Bayerischen Denkmalliste registriert. Wülfershausen ist Teil der Pfarreiengemeinschaft Maria Hilf Wasserlosen.

## Geschichte
Wülfershausen, das ursprünglich zur Pfarrei Altbessingen gehörte, wurde im Jahr 1601 Filiale der neu gegründeten Pfarrei Burghausen. Im Jahr 1615 wurde die Kirche auf Veranlassung des Würzburger Fürstbischofs Julius Echter von Mespelbrunn erbaut und 1782 erweitert. In den Jahren 1992 bis 1994 wurde die Kirche restauriert. Dabei wurde eine neue Orgel beschafft und die Sakristei neu gebaut.

## Beschreibung
Der Kirchturm im Stil Julius Echters steht im Osten. In seinem Erdgeschoss befindet sich der Chor. Das Langhaus besitzt eine muldenförmige Decke. Die Empore mit der Orgel ist an der Westseite eingebaut. Die Einrichtung ist klassizistisch und wurde vermutlich von Jörg Schäfer aus Karlstadt geschaffen. Am Hochaltar sind Figuren des ersten Kirchenpatrons Kilian mit seinen Gefährten Kolonat und Totnan aufgestellt. An den Seitenaltären sind Figuren des zweiten Kirchenpatrons Vitus (rechts) und der Muttergottes mit Jesus nach der Kreuzabnahme (links) zu sehen. Die Kanzel befindet sich an der südlichen Wand.